# Elizabeth Stanley
Pour les articles homonymes, voir Stanley.
Elizabeth Stanley, comtesse de Huntingdon (6 janvier 1588 – 20 janvier 1633) est une noble anglaise et écrivain qui est troisième dans la ligne de succession au trône d'Angleterre. Elle est l'épouse de Henry Hastings. Elle est également titrée Lady Hastings de Hungerford et Lady Botreaux car son mari a aussi obtenu le titre de comte de Huntingdon.

## Dans la ligne au trône d'Angleterre
Lady Elizabeth est née et est baptisée le 6 janvier 1588, à Knowsley, dans le Lancashire, le troisième et plus jeune fille, et cohéritier de Ferdinando Stanley, 5e comte de Derby, seigneur de Man, et d'Alice Spencer (4 mai 1559 -janvier 1637). Comme arrière-arrière-petite-fille de Marie Tudor, la plus jeune sœur du roi Henri VIII, Elizabeth est devenue, après la mort de sa grand-mère, Lady Margaret Clifford en 1596, la troisième dans la ligne de succession au trône d'Angleterre. Lors de la mort de la reine Élisabeth Ire en 1603, Elisabeth et ses sœurs plus âgées, Anne Stanley, comtesse de Castlehaven, et Lady Frances Stanley sont écartées en faveur du roi Jacques VI d'Écosse, qui est un descendant de la sœur aînée d'Henri VIII, Marguerite Tudor.

## Mariage et descendance
Le 15 janvier 1601, peu de temps après son treizième anniversaire, Lady Elizabeth épouse Henry Hastings, le fils unique de Francis Hastings (baron Hastings) (en), et Lady Sarah Harrington. Comme son père est mort en 1595, Henri est l'héritier du comté de Huntingdon. Le 31 décembre 1604, à la mort de son grand-père George Hastings (4e comte de Huntingdon), il lui succède comme cinquième comte. À partir de cette date-là, Lady Elizabeth est titrée comtesse de Huntingdon, ainsi que Lady Hastings de Hungerford et Lady Botreaux.
Ils ont leur domicile principal au château Ashby de la Zouch, Leicestershire, où les comtes de Huntingdon ont leur siège de famille. Ensemble Henry et Elizabeth ont quatre enfants, :
- Lady Alice Hastings (1606-1667), épouse de Sir Gervase Clinton et est morte sans enfants.
- Ferdinando Hastings, 6e comte de Huntingdon (18 janvier 1608 – 13 février 1655), marié à Lucie Davies.
- Lord Henry Hastings de Loughborough (28 septembre 1610 – 10 janvier 1667), meurt, célibataire, sans descendance.
- Lady Elizabeth Hastings (né ca. 1605), épouse de Sir Hugh Calverley; morte sans enfants.

## Écrivain et mécène
Lady Elizabeth est un mécène des arts, ainsi qu'un écrivain. Elle est l'auteur de cinq manuscrits de la Bibliothèque Huntington: quatre exemplaires de prières bibliques et de méditations, et d'un volume de notes de sermons. Quarante-six de ses lettres (écrites de 1605 jusqu'à la fin de 1632), qui fournissent un vif aperçu de sa vie et des sentiments personnels, sont dans la collection Hastings de la Bibliothèque Huntington. Dans l'une de ces lettres, elle décrit une visite à la cour royale, où elle regarde les répétitions et la production finale d'un masque, au cours duquel elle est embrassée par Jacques Ier et la Reine Anne. James Knowles de l'Oxford Dictionary of National Biography note que Elizabeth danse dans Le Masque de Queens, qui est réalisée à Whitehall Palace, le 2 février 1609. Un portrait en miniature par Nicholas Hilliard est peint quelque part entre 1601 et 1610. Elle a également fait l'objet d'un portrait par Paul van Somer peint vers 1614.

## La mort
Elisabeth est morte le 20 janvier 1633, peu de temps après son 45e anniversaire, à Whitefriars, de Londres dans la maison de son beau-frère, John Egerton (1er comte de Bridgewater). Une procession a amené son corps à l'église paroissiale Sainte-Hélène à Ashby-de-la-Zouch, où elle a été enterrée le 9 février. Son mari est mort 10 ans plus tard, en 1643.